# Leapfrog As Seen by the Frog
Leapfrog As Seen by the Frog è un cortometraggio muto del 1900 diretto da Cecil M. Hepworth.

## Trama
Dei bambini corrono verso la cinepresa e saltano su di essa.

## Produzione
Il film fu prodotto dalla Hepworth.

## Distribuzione
Distribuito dalla Hepworth, il film - un cortometraggio della lunghezza di 15,2 metri - uscì nelle sale cinematografiche britanniche nel luglio 1900.
Non si hanno altre notizie del film che si ritiene perduto, forse distrutto nel 1924 quando il produttore Cecil M. Hepworth, ormai fallito, cercò di recuperare l'argento del nitrato fondendo le pellicole.